# 于光汉
于光汉（1912年9月23日—），原名李怀珠，字慧中。河北省平山县霍宾台村人，中华人民共和国政治人物。

## 生平
自幼读书，1929年考入邢台省立第四师范，次年9月在该校，加入中国共产党。曾任校党支部书记，冀南地区尧山内邱工委书记，直南特委宣传部长。1931年7月受党组织派遣，回到家乡发展党组织。抗日战争时期，任冀晋边区特委军事部长，冀西游击队整训处主任，冀南区委组织部长。第二次国共内战时期，任黑龙江齐齐哈尔市委副书记兼组织部长，嫩南区委秘书长，龙江特委委员兼林淀县委书记，沈阳南市区区委书记等职。
中华人民共和国成立后，历任国家人事部副局长、局长、党组成员，中华人民共和国劳动部部长助理、局长；1959年4月至1970年6月，担任副部长、党组副书记，文化大革命后，国家劳动总局副局长等职。曾任全国老龄问题委员会主任。2005年8月11日，在北京逝世，享年93岁。